# Усть-Алексієво
Усть-Алексі́єво (рос. Усть-Алексеево) — село у складі Великоустюзького району Вологодської області, Росія. Адміністративний центр Усть-Алексієвського сільського поселення.

## Населення
Населення — 921 особа (2010; 1147 у 2002).
Національний склад (станом на 2002 рік):
- росіяни — 99 %